# Cezayirli Gâzi Hasan Pacha
Cezayirli Gâzi Hasan Pacha, né en 1713 à Tekirdag en Turquie et mort le 19 mars 1790 à Choumen (Bulgarie), est un amiral et homme d'État ottoman qui joua un rôle important dans la reconstitution et la modernisation de la marine ottomane à partir de 1770. Son second surnom, Gâzi, « le victorieux », lui fut acquis après sa victoire à Lemnos en 1770.
Il acquit son surnom « l'Algérien » (Cezayirli) après son séjour dans la régence d'Alger où il fit carrière au sein de l'odjak des janissaires et dans la marine.

## Biographie
Il était originaire de Tekirdağ, un port de la mer de Marmara. D'origine grecque, issu du devchirmé, il est connu pour avoir été acheté comme un esclave géorgien dans l'est de la Turquie par un marchand turc de Tekirdağ, qui l'a élevé dans cette ville en le considérant à égalité avec ses propres fils.
Il aurait d'abord été janissaire, et aurait à ce titre participé à la guerre austro-ottomane de 1737-1739. Il partit ensuite pour Alger, où il fit carrière au sein de l'odjak et dans la marine ; de ce séjour lui vient son surnom Cezayirli, « l'Algérien ».
En conflit avec le dey d'Alger, il se réfugia en Espagne en 1760, puis se rendit à Constantinople et entra dans la marine impériale. Il gravit les échelons et parvint au poste de capitaine du navire-amiral ottoman ou de Kapudana bey (amiral en second), qu'il occupait lors de la bataille de Tchesmé le 5 juillet 1770 pendant laquelle il se distingua. Au cours de la bataille son navire fut détruit en même temps que le navire-amiral russe.
S'étant illustré en sauvant le 5 octobre suivant l'île de Lemnos assiégée par les Russes, il fut nommé Kapudan pacha et se consacra à la reconstitution de la flotte. Il fut à l'origine de l'abandon des caravelles, et de l'introduction des chaloupes canonnières dans la marine ottomane.
En 1773, il fonda une école de mathématiques destinée à la formation des officiers de marine. Il tenta aussi (apparemment sans succès) de former un corps de marins permanent (les matelots étant normalement recrutés pour une seule campagne de 6 mois puis licenciés à la fin de celle-ci).
En 1775, il participa à la reprise en main par les Ottomans du Proche-Orient, prenant Acre où s'était réfugié un chef rebelle.
En 1779, il fut chargé de restaurer l'autorité turque dans le Péloponnèse, tenu par les mercenaires albanais qui avaient été engagés par les Ottomans pour mettre fin à la Révolution d'Orloff, mais qui s'étaient installés dans le pays qu'ils dévastaient. Il participa alors à la reprise en main du Magne. En 1786, il intervint en Égypte pour rétablir le gouverneur ottoman renversé par les Mamelouks.
Il participa à la guerre russo-turque de 1787-1792, notamment lors du campagne d'Otchakov au cours de laquelle sa flotte fut battue à la bataille de l'Île des Serpents. Nommé gouverneur de la forteresse d'Izmaïl en 1787, il remplaça en novembre 1789 le grand vizir à la tête des troupes ottomanes.
Il mourut en mars 1790 à Choumen.

## Postérité

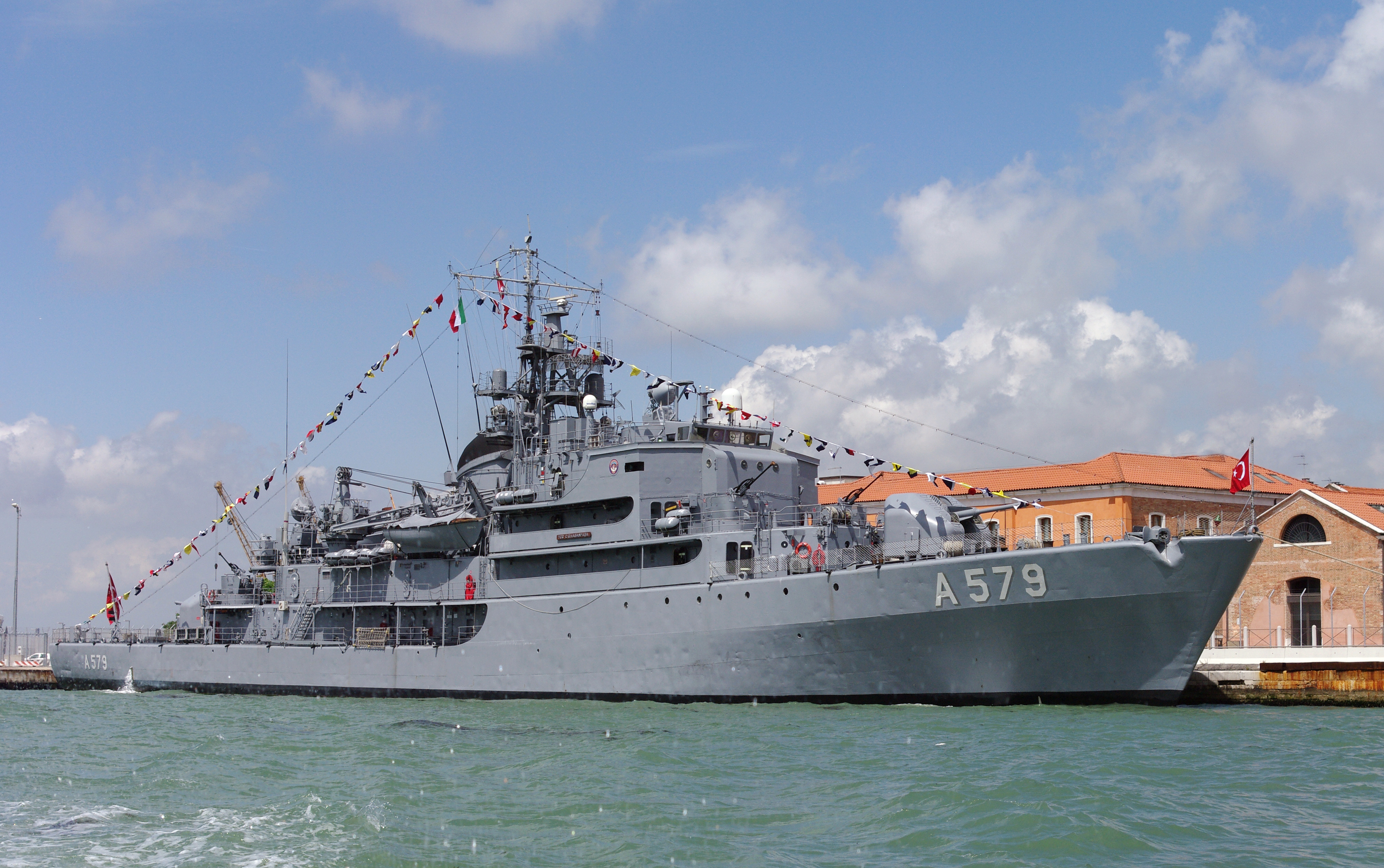
Le Cezayirli Gazi Hasan Paşa (A-579) au mouillage à Venise

Son nom a été donné à un navire d'entrainement de la marine turque.